# Antologia fotografii polskiej
Antologia fotografii polskiej (1839–1989) – album fotograficzny, zestawienie (zbiór) pojedynczych fotografii (archiwalnych, artystycznych) zestawionych w porządku chronologicznym, pod redakcją Jerzego Lewczyńskiego. Jednorazowa publikacja zawierająca zebrane fotografie polskich fotografów, wykonane w latach 1841–1989.

## Charakterystyka
Antologia fotografii polskiej jest zbiorem 232 opisanych fotografii – prezentacje autorów zdjęć (krótkie biografie) oraz opis technik fotograficznych (fotografia artystyczna), zestawionych chronologicznie począwszy od 1841 roku po lata 90. XX wieku. W albumie umieszczono po jednej fotografii na każdej stronie – fotografii stanowiących przekrój historii polskiej fotografii, przekrój historii Polski (1841–1990).
Antologia fotografii polskiej jest zbiorem fotografii aktu, fotografii atelierowej, fotografii dokumentalnej, fotografii krajoznawczej, fotografii reklamowej – powstałej na przestrzeni 150 lat, której twórcami są zarówno fotoamatorzy jak również zawodowi fotografowie, artyści fotograficy oraz anonimowi twórcy.
Na okładce publikacji zamieszczono fotomontaż autorstwa Ryszarda Horowitza. W ostatniej części wydawnictwa znajdują się opisy o historii fotografii – autorstwa między innymi Urszuli Czartoryskiej, Jadwigi Ihnatowiczowej, Barbary Kosińskiej, Wandy Mossakowskiej, Adama Soboty.
W 2010 roku w warszawskiej Galerii Asymetria zaprezentowano wystawę fotografii pochodzących z wydawnictwa, wystawę pod tym samym tytułem – Antologia fotografii polskiej.

## Zespół redakcyjny
- Jerzy Lewczyński – redakcja;
- Wiesław Łysakowski – projekt okładki;
- Urszula Czartoryska – tekst;
- Jadwiga Ihnatowiczowa – tekst;
- Barbara Kosińska – tekst;
- Wanda Mossakowska – tekst;
- Adam Sobota – tekst;

Źródło.